# Antiche unità di misura della provincia di Sondrio

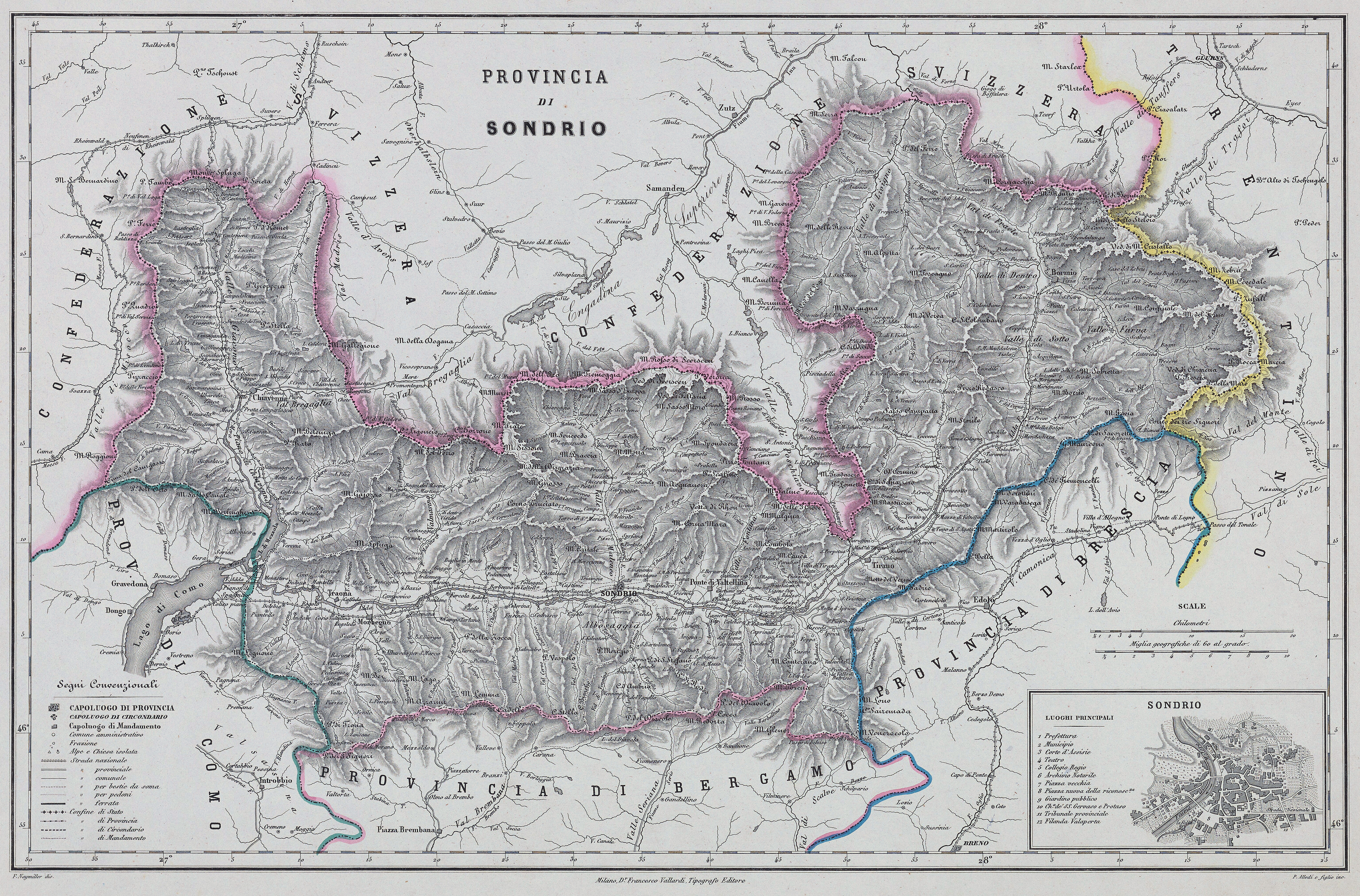
Provincia di Sondrio, 1868 circa

Sono qui riportate le conversioni tra le antiche unità di misura in uso nella provincia di Sondrio e il sistema metrico decimale, così come stabilite ufficialmente nel 1877.
Nonostante l'apparente precisione nelle tavole, in molti casi è necessario considerare che i campioni utilizzati (anche per le tavole di epoca napoleonica) erano di fattura approssimativa o discordanti tra loro.

## Misure di lunghezza
| Comuni                                                 | Denominazione          | Valore   | Unità |
| ------------------------------------------------------ | ---------------------- | -------- | ----- |
| Mandamento di Sondrio                                  | Braccio da panno       | 0,671714 | m     |
| Mandamento di Sondrio                                  | Braccio da seta        | 0,530554 | m     |
| Mandamento di Sondrio                                  | Piede da legname       | 0,507486 | m     |
| Mandamento di Bormio                                   | Braccio lungo          | 0,681698 | m     |
| Mandamento di Bormio                                   | Braccio corto          | 0,545358 | m     |
| Mandamento di Chiavenna                                | Braccio da panno       | 0,670853 | m     |
| Mandamento di Chiavenna                                | Braccio da seta        | 0,526422 | m     |
| Mandamenti di Morbegno e Traona                        | Braccio da panno       | 0,677567 | m     |
| Mandamenti di Morbegno e Traona                        | Braccio da seta        | 0,532276 | m     |
| Mandamenti di Morbegno e Traona                        | Piede da legname       | 0,507486 | m     |
| Mandamento di Ponte                                    | Braccio lungo          | 0,676932 | m     |
| Mandamento di Ponte                                    | Braccio corto          | 0,527456 | m     |
| Mandamento di Ponte                                    | Braccio di Milano      | 0,594936 | m     |
| Mandamento di Tirano                                   | Braccio da panno       | 0,676000 | m     |
| Mandamento di Tirano                                   | Braccio da seta        | 0,530554 | m     |
| Mandamenti di Sondrio, Morbegno, Ponte, Tirano, Traona | Trabucco di Valtellina | 2,677214 | m     |
| Mandamento di Bormio                                   | Pertica                | 4,849774 | m     |
| Mandamento di Chiavenna                                | Passo                  | 1,054394 | m     |
| Mandamento di Chiavenna                                | Staggia                | 3,158534 | m     |

Tutti i bracci si dividono rispettivamente in 12 once.
II trabucco di Valtellina si divide in 6 piedi, il piede in 12 once.
La pertica di Bormio si divide in 10 piedi, il piede in 10 once.
La staggia di Chiavenna si divide in 6 braccia.

## Misure di superficie
| Comuni                                                 | Denominazione    | Valore   | Unità |
| ------------------------------------------------------ | ---------------- | -------- | ----- |
| Mandamenti di Sondrio, Morbegno, Ponte, Tirano, Traona | Pertica          | 688,0776 | m²    |
| Sondrio                                                | Pertica          | 628,6000 | m²    |
| Mandamento di Bormio                                   | Pradaro          | 2352,03  | m²    |
| Mandamento di Chiavenna                                | Pertica          | 667,0481 | m²    |
| Mandamento di Chiavenna                                | Staggia quadrata | 9,976336 | m²    |

Le due pertiche di Sondrio, cioè quella di Valtellina e quella speciale di Sondrio, introdotta dal geometra Milesi nel 1787, si dividono rispettivamente in 24 tavole, la tavola in 12 piedi, il piede in 12 once, l'oncia in 12 punti, il punto in 12 atomi.
Il pradaro di Bormio si divide in 10 staia, lo staio in 10 tavole, la tavola in 100 piedi quadrati.
La pertica di Chiavenna si divide in 24 tavole, la tavola in 25 passi quadrati. La pertica si divide pure in stagge quadrate 66 2/3.

## Misure di volume
| Comuni         | Denominazione | Valore   | Unità |
| -------------- | ------------- | -------- | ----- |
| Tutti i comuni | Braccio cubo  | 0,210577 | L     |

Il braccio cubo si divide in 12 once, l'oncia in 12 punti, il punto in 12 atomi.
16 braccia cube fanno il carro da legna.

## Misure di capacità per gli aridi
| Comuni                                                                           | Denominazione                | Valore   | Unità |
| -------------------------------------------------------------------------------- | ---------------------------- | -------- | ----- |
| Sondrio, Caspoggio, Chiesa, Cedrasco, Faedo, Lanzada, Pendolasco, Spriana, Torre | Soma                         | 146,2343 | L     |
| Albosaggia                                                                       | Soma                         | 147,20   | L     |
| Berbenno, Castione, Postalesio                                                   | Soma                         | 156      | L     |
| Caiolo, Fusine                                                                   | Soma                         | 145,60   | L     |
| Colorina                                                                         | Soma                         | 135,20   | L     |
| Montagna                                                                         | Soma                         | 148,80   | L     |
| Mandamenti di Morbegno e Traona                                                  | Moggio                       | 140,5092 | L     |
| Mandamenti di Morbegno e Traona                                                  | Soma                         | 210,7638 | L     |
| Mandamento di Bormio                                                             | Staio                        | 11,9751  | L     |
| Mandamento di Ponte                                                              | Soma                         | 148,40   | L     |
| Mandamento di Chiavenna                                                          | Staio milanese               | 18,2793  | L     |
| Mandamento di Chiavenna                                                          | Soma per il riso             | 182,7930 | L     |
| Mandamento di Chiavenna                                                          | Soma per il frumento         | 191,9327 | L     |
| Mandamento di Chiavenna                                                          | Soma per segale e granoturco | 201,0723 | L     |
| Mandamento di Chiavenna                                                          | Moggio da carbone            | 225,1033 | L     |
| Tirano, Bianzone, Sermo e Villa                                                  | Soma                         | 159,3750 | L     |
| Grosio, Grossotto, Lovero, Mazzo, Sondalo, Tovo, Vervio                          | Soma                         | 168      | L     |
| Teglio                                                                           | Soma                         | 150      | L     |

Le some di Sondrio, Albosaggia, Caiolo, Colorina, Montagna, si dividono rispettivamente in 8 quartari, il quartaro in 2 staia, lo staio in 2 emine, l'emina in 4 quartine.
Il moggio di Morbegno si divide in 8 staia, lo staio in 2 mezze staia, il mezzo staio in 8 quartine. Il mezzo staio si divide pure in 2 quarti, ed il quarto in 4 quartine.
La soma di Morbegno è di 12 staia.
Lo staio di Bormio si divide in 4 minali.
Lo staio milanese usato in Chiavenna si divide in 4 quartari, il quartaro in 4 quartine.
La soma per il riso di Chiavenna si divide in 10 staia. La soma per il frumento è di staia 10 1/2. La soma per la segale è di staia 11.
La soma di Ponte si divide in 16 staia, lo staio in 2 metà, la metà in 2 quarti.
La soma di Tirano si divide in 24 staia, lo staio in 4 quartine.
La soma di Grosio si divide in 28 staia, lo staio in 2 metà.
La soma di Teglio si divide in 24 staia, lo staio in 2 metà.

## Misure di capacità per i liquidi
| Comuni                                                                                   | Denominazione | Valore   | Unità |
| ---------------------------------------------------------------------------------------- | ------------- | -------- | ----- |
| Sondrio, Caspoggio, Chiesa, Faedo, Lanzada, Pendolasco, Spriana, Torre                   | Soma          | 130,5610 | L     |
| Albosaggia                                                                               | Soma          | 132      | L     |
| Berbenno                                                                                 | Soma          | 129,04   | L     |
| Caiolo                                                                                   | Soma          | 134,40   | L     |
| Castione                                                                                 | Soma          | 126,80   | L     |
| Cedrasco                                                                                 | Soma          | 129,60   | L     |
| Colorina                                                                                 | Soma          | 121,0    | L     |
| Fusine                                                                                   | Soma          | 139,20   | L     |
| Montagna                                                                                 | Soma          | 123,20   | L     |
| Postalesio                                                                               | Soma          | 127,60   | L     |
| Mandamento di Bormio                                                                     | Soma          | 126,5219 | L     |
| Mandamento di Chiavenna                                                                  | Brenta        | 109,0786 | L     |
| Mandamento di Morbegno                                                                   | Brenta        | 99,9305  | L     |
| Ponte, Piateda                                                                           | Soma          | 125,20   | L     |
| Acqua, Castello dell'Acqua, Chiuro, Tresivio                                             | Soma          | 120      | L     |
| Tirano, Bianzone, Grosio, Grossotto, Lovero, Mazzo, Sernio, Sondalo, Tovo, Vervio, Villa | Brenta        | 102,9308 | L     |
| Teglio                                                                                   | Soma          | 132,80   | L     |

La soma di Sondrio si divide in 8 staia, lo staio in 15 boccali.
Le some di Albosaggia e di Postalesio si dividono rispettivamente in 8 staia, o lo staio in boccali 14 1/2.
Le some di Berbenno, Caiolo, Fusinn, si dividono in 8 staia, lo staio in 12 boccali.
Le some di Castione, Cedrasco, Montagna, Ponte, Acqua, si dividono in 8 staia, lo staio in 14 boccali.
La soma di Colonna si divide in 8 staia, lo staio in boccali 12 1/2.
La soma di Bormio si divide in 84 pinte, la pinta in 2 boccali.
La brenta di Chiavenna si divide in 6 staia, lo staio in 16 boccali.
La brenta di Morbegno si divide in 6 staia, lo staio in 16 boccali.
La brenta di Tirano si divide in 6 stala, lo staio in 15 boccali. Otto staia fanno la soma. Mezza soma costituisce la levata.
La soma di Teglio si divide in 9 staia, lo staio in 16 boccali.

## Pesi
| Comuni                                           | Denominazione     | Valore  | Unità |
| ------------------------------------------------ | ----------------- | ------- | ----- |
| Mandamenti di Sondrio e Ponte                    | Libbra di once 30 | 797,882 | g     |
| Mandamento di Sondrio                            | Libbra di once 12 | 309,222 | g     |
| Mandamento di Sondrio                            | Libbra di once 32 | 876,129 | g     |
| Mandamento di Chiavenna                          | Libbra di once 12 | 310,056 | g     |
| Mandamento di Chiavenna                          | Libbra di once 30 | 843,790 | g     |
| Mandamenti di Morbegno e Traona                  | Libbra di once 12 | 321,349 | g     |
| Mandamenti di Morbegno e Traona                  | Libbra di once 30 | 803,373 | g     |
| Mandamento di Tirano eccetto il comune di Teglio | Libbra di once 12 | 309,000 | g     |
| Mandamento di Tirano eccetto il comune di Teglio | Libbra di once 30 | 824,359 | g     |
| Teglio                                           | Libbra di once 32 | 852,800 | g     |

Dieci libbre grosse fanno un peso.
Per gli usi farmaceutici si adoperava la libbra milanese di grammi 326,793, e la libbra medica di Vienna di grammi 420,008.
I gioiellieri usavano il marco di zecca da otto once, uguale a grammi 234,997.

## Territorio
Nel 1874 nella provincia di Sondrio erano presenti 78 comuni divisi in 8 mandamenti; era presente il solo circondario di Sondrio.
- Bormio • Bormio, Livigno, Valdidentro, Valdisotto, Valfurva
- Chiavenna • Campodolcino, Chiavenna, Gordona, Isolato, Menarola, Mese, Novate Mezzola, Piuro, Prata Camportaccio, Samolaco, San Giacomo Filippo, Verceia, Villa di Chiavenna
- Grosotto • Grosio, Grosotto, Mazzo di Valtellina, Sondalo, Tovo di Sant'Agata, Vervio
- Morbegno • Albaredo per San Marco, Andalo Valtellino, Ardenno, Bema, Buglio in Monte, Cosio Valtellino, Delebio, Forcola, Gerola Alta, Morbegno, Pedesina, Piantedo, Rasura, Rogolo, Talamona, Tartano, Val Masino
- Ponte in Valtellina • Castello dell'Acqua, Chiuro, Piateda, Ponte in Valtellina, Tresivio
- Sondrio • Albosaggia, Berbenno di Valtellina, Caiolo, Caspoggio, Castione Andevenno, Cedrasco, Chiesa in Valmalenco, Colorina, Faedo Valtellino, Fusine, Lanzada, Montagna in Valtellina, Pendolasco, Postalesio, Sondrio, Spriana, Torre di Santa Maria
- Tirano • Bianzone, Lovero, Sernio, Teglio, Tirano, Villa di Tirano
- Traona • Campovico, Cercino, Cino, Civo, Dazio, Dubino, Mantello, Mello, Traona